# Oreoptygonotus nigrofasciatus
Oreoptygonotus nigrofasciatus är en insektsart som beskrevs av Yin, X.-c. 1979. Oreoptygonotus nigrofasciatus ingår i släktet Oreoptygonotus och familjen gräshoppor. Inga underarter finns listade i Catalogue of Life.